# Magnolie
 "Magnolia" omdirigeres hertil. For anden betydning, se Magnolia (film).
Magnolie (Magnolia) er udbredt i Østasien og Nordamerika. Blomsterne er ikke inddelt i blomsterbladkredse, men alle dele er skruestillede langs en dværgskudagtig blomsterakse. I hver enkelt blomst findes der mange blosterblade, støvblade og frugtblade. Den rummer mange tropiske og subtropiske arter, men her nævnes kun dem, som dyrkes i Danmark:
| Beskrevne arter |

- Spidsbladet magnolia (Magnolia acuminata)
- Magnolia x brooklynensis = Magnolia acuminata × Magnolia liliiflora[1]
- Japansk magnolia (Magnolia kobus)
- Rød magnolia (Magnolia liliiflora)
- Stjernemagnolia (Magnolia stellata)
- Åkandemagnolia (Magnolia sieboldii)
- Almindelig magnolia (Magnolia x soulangeana) = Magnolia denudata × Magnolia liliiflora[2]

| Andre arter |

| - Magnolia × alba - Magnolia albosericea - Magnolia amoena - Magnolia ashei - Magnolia biloba - Magnolia biondii - Magnolia blumei - Magnolia campbellii - Magnolia candollei - Magnolia cathcartii - Magnolia cavaleriei - Magnolia champaca - Magnolia championii - Magnolia compressa - Magnolia conifera - Magnolia cylindrica - Magnolia dandyi - Magnolia dawsoniana - Magnolia delavayi - Magnolia denudata - Magnolia doltsopa - Magnolia ernestii - Magnolia figo - Magnolia × foggii - Magnolia fordiana - Magnolia foveolata | - Magnolia fraseri - Magnolia globosa - Magnolia grandiflora - Magnolia guatemalensis - Magnolia hypolampra - Magnolia hypoleuca - Magnolia insignis - Magnolia × kewensis - Magnolia kwangtungensis - Magnolia laevifolia - Magnolia lanuginosa - Magnolia liliifera - Magnolia × loebneri - Magnolia macclurei - Magnolia macrophylla - Magnolia maudiae - Magnolia mexicana - Magnolia montana - Magnolia nilagirica - Magnolia nitida - Magnolia obovata - Magnolia odora - Magnolia odoratissima - Magnolia officinalis - Magnolia platyphylla - Magnolia pleiocarpa | - Magnolia poasana - Magnolia portoricensis - Magnolia praecalva - Magnolia × proctoriana - Magnolia pterocarpa - Magnolia pubescens - Magnolia pyramidata - Magnolia rostrata - Magnolia salicifolia - Magnolia sargentiana - Magnolia schiedeana - Magnolia sharpii - Magnolia splendens - Magnolia sprengeri - Magnolia tamaulipana - Magnolia × thompsoniana - Magnolia tripeta - Magnolia tsiampacca - Magnolia × veitchii - Magnolia virginiana - Magnolia vrieseana - Magnolia × wieseneri - Magnolia wilsonii - Magnolia yoroconte - Magnolia zenii |

Det populære navn for Magnolie, "Tulipantræ", bør forbeholdes slægten Tulipantræ (Liriodendron)

## Eksternt link
- På Asperupgaard besøgshaves netsted Arkiveret 23. september 2020 hos  Wayback Machine findes mange billeder af magnolier, dyrket i Danmark.